# Škofija Prince-Albert
Škofija Prince-Albert je rimskokatoliška škofija s sedežem v Prince-Albertu (Kanada).

## Geografija
Škofija zajame področje 118.834 km² s 184.000 prebivalci, od katerih je 40.732 rimokatoličanov (22,1 % vsega prebivalstva).
Škofija se nadalje deli na 87 župnij.

## Škofje
- Henri-Jean-Maria Prud'homme (9. junij 1933-29. januar 1937)
- Réginald Duprat (17. marec 1938-29. junij 1952)
- Léo Blais (4. julij 1952-28. februar 1959)
- Laurent Morin (28. februar 1959-9. april 1983)
- Blaise-Ernest Morand (9. april 1983-danes)